# Carl-Axel Dominique
Carl-Axel Dominique, född 1 september 1939 i Bälinge i Uppland, är en svensk pianist, kompositör, kapellmästare och flöjtist. Han är gift med och samarbetar ofta med Monica Dominique och har med henne tre söner, däribland musikerna Jonas Dominique och Joakim Dominique.

## Biografi
Carl-Axel Dominique har studerat piano för Sven Brandel och Greta Erikson vid Kungliga Musikhögskolan i Stockholm. Han tog musikdirektörsexamen där 1962 och solistdiplom 1966. Han är särskilt känd för sina tolkningar av Olivier Messiaens pianoverk, som han har studerat för tonsättaren själv, men även för att ha tagit sig an både svåra och relativt okända verk, till exempel verk av Charles Ives, Charles-Valentin Alkan och Gösta Oswald. Han samarbetar idag med bland andra cellisten John Ehde och sångerskan Annika Skoglund.
Dominique är dock inte enbart klassisk musiker utan ägnar sig även åt jazz och annan populärmusik, ofta i samarbete med Monica Dominique som han är gift med sedan 1961. Paret uppträder med sitt fyrhändiga pianospel i program där olika genrer blandas. De var också två av originalmedlemmarna i gruppen Solar Plexus samt komponerade tillsammans musiken till det vinnande bidraget i Melodifestivalen 1973, "Sommar'n som aldrig säger nej". Dominique har även verkat som revykapellmästare och -kompositör, exempelvis med den framgångsrika samhällskritiska "revymusikalen" Utsålt (1965) vars författare var Allan Edwall och Björn Gustafson och där även Monica Zetterlund medverkade. I populärmusiksammanhang spelar han utöver klaviaturinstrument även tvärflöjt.
För den klassiska flöjtisten Sharon Bezaly har Dominique skrivit soloverket Songlines (2004). Bland hans kompositioner kan också nämnas 31 sånger ur Aniara (1997) till texter från Aniara av Harry Martinson.

## Priser och utmärkelser
- Spelmannen,  1984
- Medaljen för tonkonstens främjande,  2008[1]
- Ledamot av Kungliga Musikaliska Akademien,  2009[2]
- Hans Majestät Konungens medalj i guld av 8:e storleken i Serafimerordens band,  2011

[Redigera Wikidata]

## Diskografi
Solo
- 1979 – Musik av Alkan, Ives och Satie. Skivbolag: DagVisa. Skivnummer: DAG 02-1002[7][8]
- 1985 – Blinded. Musik av Sven-David Sandström, Joseph Martin Kraus och Sven Hultberg. DAG 02-1003[9]
- 1987 – Olivier Messiaen: Vingt regards sur l'enfant-Jésus. LCM : C 204[10]
- 1992 – Olivier Messiaen: Catalogue d'oiseaux. BIS-594/96[11]

Monica och Carl-Axel Dominique
- 1996 – En flygel – fyra händer
- 2011 – Fingers unlimited

John Ehde och Carl-Axel Dominique
- 1997 – Alkan, Debussy, Delius, Messiaen
- 2008 – Yngve Sköld: Poem och Sonat för cello och piano[12]

Annika Skoglund och Carl-Axel Dominique
- 2010 – Harawi : songs of love and death (musik av Messiaen)

Övrigt
- 1966 – Utsålt : en revymusical[13]
- 1998 – Ur Aniara. Med Tommy Körberg, sång[14]

Medverkan
- 1987 – Olivier Messiaen: Harawi / Poèmes pour Mi (I). BIS-86[15]
- 1993 – Alfred Schnittke: Symphony no.1. BIS-577[16]
- 1997 – Tommie Haglund: Inim-Inim. Caprice. CAP 21522[17]

## Filmmusik
- 1968 – Badarna
- 1980 – Sverige åt svenskarna
- 1982 – Ingenjör Andrées luftfärd
- 1983 – Herr Sleeman kommer (TV-teater)
- 1983 – Öbergs på Lillöga (TV-serie)

## Teater
- 1961 – Alltsedan Adam och Eva av Poul Sørensen och Erik Fiehn, regi Egon Larsson, Scalateatern[18]
- 2008 – Medverkande i Snurra min jord, hyllningsföreställning till Lars Forssell, regi Lars Löfgren, Vasateatern[19]